# Педомантия
Педомантия — паранаучная практика, т. н. «гадание» по линиям стопы и форме пальцев ног. Педомантия не имеет такого широкого распространения, как хиромантия. Существует два направления педомантии: определение характера по стопам и предсказывание судьбы. Научно не доказана достоверность информации, полученной педомантией. Тем не менее, услуги педомантов пользуются стабильным спросом.
Публичной критикой педомантии как лженауки в России занимается Комиссия по борьбе с лженаукой и фальсификацией научных исследований при Президиуме Российской Академии Наук.
Стопа испытывает на себе все нагрузки жизни человека, и его привычки обязательно отпечатываются на ней: плоскостопием, линиями, формой пальцев, мозолями. Поэтому предполагают, что умение читать по этим знакам, сравнивая с линиями на стопах других людей, можно прийти к вполне обоснованным выводам о жизни исследуемого человека.
Кроме линий стопы и формы пальцев, педоманты уделяют внимания её форме. Считается, что широкая стопа отражает сообразительность и расчётливость, и чем она уже, тем слабее выражены эти качества. Обладатели узкой стопы, напротив, люди творческие, мечтательные и ранимые.
Педомантию часто объединяют с рефлектологией.

## Линии стопы

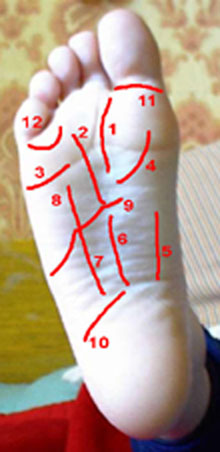
Линии на подошве человека

Педоманты выделили 12 основных линий на стопе человека. Предсказывать будущее педоманты рекомендуют по правой ступне, а определять характер по линиям обеих стоп.
- Линия 1 — присутствует практически у каждого человека, проходит вертикально от центра стопы ко второму или большому пальцам. Ярко выражена. Характеризует жизненную силу (на руке — это линия жизни) человека.
- Линия 2 — обычно так же, как и Линия 1, присутствует у каждого человека, но видна хуже. Проходит параллельно линии 1, но от центра стопы направлена к мизинцу или безымянному пальцам. Считается, что чем длиннее эта линия, тем большими умственными способностями обладает человек.
- Линия 3 — наиболее часто встречающаяся линия у людей. Проходит параллельно пальцам. Символизирует эмоциональность, силу чувственности. Ровная линия говорит об уравновешенности характера, искривлённая — о холодности, разветвлённость отражает бессердечность.
- Линия 4 — часто бывает скрыта огрубевшими участками кожи, так как проходит в подверженном образованию мозолям месте: под большим пальцем. Эта линия говорит о коммуникабельности, чем она чётче, тем лучше успехи на этом поприще.
- Линия 5 — проходит параллельно вертикали стопы, находится у внешнего края. Чёткость говорит о стремлении повелевать, руководить и командовать.
- Линия 6 — проходит ниже линии 1, ровно по центру стопы. Часто пересекается с линией 1. Характеризует умение «выходит сухим из воды», это качество сильнее, чем виднее линия.
- Линия 7 — проходит вдоль бокового края стопы (соприкасается с линией 8) и говорит о пристрастии к искусству (чем ярче выражена, тем сильнее свойство).
- Линия 8 — соприкасается с линией 7, часто до смешения. Ярко выраженная линия говорит о больших способностях к ведению бизнеса.
- Линия 9 — проходит по центру стопы, через линии 7 и 8. Чёткая линия 9 означает присутствие силы воли.
- Линия 10 идёт вдоль пятки и обнаруживается только у мечтателей и фантазёров.
- Линия 11 находится под основанием большого пальца. Означает доминирование эмоционального начала над рациональным.
- Линия 12 — дугообразная линия, означающая бережливость, экономность, проницательность. У педантов выражена ярче.

## Пальцы
Считается, что каждый палец отвечает за определённые поведенческие черты. Однозначного мнения не существует, разные источники трактуют форму пальцев и их расположение по-разному.